# Mungaoli
Mungaoli è una suddivisione dell'India, classificata come nagar panchayat, di 19.536 abitanti, situata nel distretto di Ashoknagar, nello stato federato del Madhya Pradesh. In base al numero di abitanti la città rientra nella classe IV (da 10.000 a 19.999 persone).

## Geografia fisica
La città è situata a 24° 25' 0 N e 78° 5' 60 E e ha un'altitudine di 371 m s.l.m..

## Società

### Evoluzione demografica
Al censimento del 2001 la popolazione di Mungaoli assommava a 19.536 persone, delle quali 10.299 maschi e 9.237 femmine. I bambini di età inferiore o uguale ai sei anni assommavano a 3.147, dei quali 1.642 maschi e 1.505 femmine. Infine, coloro che erano in grado di saper almeno leggere e scrivere erano 13.120, dei quali 7.769 maschi e 5.351 femmine.